# Jechovec
Jechovec je přírodní rezervace poblíž obce Olšany v okrese Jihlava v nadmořské výšce 595–610 metrů. Oblast spravuje Krajský úřad Kraje Vysočina. Důvodem ochrany je zachování přirozeného společenstva Alnetum glutinosea s dominantní bledulí jarní (Leucojum vernum) v bylinném patře.